# Brigades de la résistance libanaise
Ne doit pas être confondu avec Régiments de la résistance libanaise.
Les Brigades de la Résistance libanaise (BRL ; connues en arabe sous le nom de Saraya al-Muqawama al-Lubnaniya, également connues sous le nom de Saraya ) sont un groupe paramilitaire libanais non confessionnel affilié au Hezbollah. La milice irrégulière est composée de musulmans sunnites, de chrétiens, de druzes et de chiites non pratiquants qui souscrivent au nationalisme libanais et aux croyances anti-israéliennes. Les Brigades de la Résistance sont financées, entraînées, armées et fondées par le Hezbollah. La main-d'œuvre, la composition et la force du groupe ne sont pas claires.
Le groupe a été fondé en 1997 pour contrer Israël, mais son objectif s'est depuis étendu à la lutte contre les extrémistes sunnites comme l'État islamique,.

## Fondation
Les Brigades de la Résistance ont été fondées pour augmenter les effectifs des forces anti-israéliennes au Liban et pour priver Israël de la liberté de mouvement dans les zones non chiites. Le West Point's Combating Terrorism Center rapporte que les Brigades de la Résistance ont été fondées en novembre 1997.

## Entraînement
Les membres de la Brigade de la Résistance sont formés dans des camps dirigés par le Hezbollah aux côtés des recrues normales du Hezbollah. Cependant, ils ne reçoivent pas la formation idéologique du Hezbollah. Un recruteur a décrit le groupe comme "fait pour les personnes non extrémistes". La milice est populaire parmi les chrétiens de la vallée de la Beqaa et du nord du Liban.

## Histoire
Selon Laure Stephan, journaliste pour Le Monde : « Créées par Imad Moughnieh, chef militaire du Hezbollah avant d’être assassiné en 2008, ces brigades sont censées absorber des volontaires libanais de toutes confessions. Elles intègrent aussi des chiites ne répondant pas aux critères de discipline militaire et religieuse prônés par le parti, voire des zaaran, les « voyous » qui tiennent les murs de Beyrouth ou d’ailleurs. Utiles, mais guère présentables selon la doxa du parti. Leur rôle en Syrie se limiterait à la surveillance des zones reprises par les forces pro-régime, et à du soutien logistique ».
Les brigades ont vu le combat pour la première fois en 1998. Ils prétendent s'être engagés dans plus de trois cents opérations avant qu'Israël ne se retire du sud du Liban en 2000. Le groupe a également été impliqué dans le Conflit israélo-libanais de 2006.
La milice est décrite comme un « auxiliaire opérationnel » ou une filiale du Hezbollah. Les membres du groupe combattent sous le drapeau du Hezbollah et la structure de commandement au combat, mais sont au moins théoriquement séparés en temps de paix. Ils reçoivent également des renseignements du Hezbollah.
Les unités de la Brigade de la Résistance ont été impliquées dans la guerre civile syrienne. Ils ne s'engagent pas dans des combats mais soutiennent plutôt le Hezbollah sur le plan logistique et agissent comme interlocuteurs entre le Hezbollah et les communautés chrétiennes et sunnites. Malgré cela, certains combattants ont été tués en Syrie.
Lors de la guerre Israël-Hezbollah de 2023, les membres des Brigades ont activement participé aux combats au Sud-Liban, certains membres des Brigades de résistance ont été tué lors de combats contre Israël.